# Malurus amabilis
La ratona australiana amable o maluro amable (Malurus amabilis) es una especie de ave paseriforme de la familia Maluridae, endémica de Australia.
Los hábitats naturales de estos pequeños pájaros son los bosques húmedos y secos tropicales y subtropicales.